# 张惠虹
张惠虹（1986年12月27日—），马来西亚女演员、模特儿，出生于柔佛州新山。主演《一次就爱对》系列、《家有超男》、《说谎者》、《无间行者》、《坏青春》、《千门八将》、《如何说再见》等多部电视剧。2017年，凭借《记忆中的菜单》获得第4届金视奖最佳女主角。

## 生平

### 早年
张惠虹出生于新山的一个普通家庭。

### 出道
2010年张惠虹参加Astro国际华裔小姐竞选获得季军，并入行。出演《夏日乐悠悠》时，其“清纯”形象获得认可，并且正式出道。
2012年出演的《一次就爱对》播出后，张惠虹受到认可，成为令人瞩目的85后小花。清纯、乖乖女形象深入民心。同年，她主持了水舞全城第一季。
2013年张惠虹主演了《家有超男》。

## 影视作品

### 电视剧作品
| 首播年份 | 剧名          | 角色   | 备注     |
| 2012年   | 一次就爱对    | 彭晓玲 |          |
| 2013年   | 家有超男      | 李乐意 |          |
| 2013年   | 说谎者        | 雯倪   |          |
| 2013年   | 无间行者      | 符慧琳 |          |
| 2013年   | 一次就爱对II  | 彭晓玲 |          |
| 2014年   | 一次就爱对III | 彭晓玲 |          |
| 2014年   | 坏青春        | 黄思璇 |          |
| 2014年   | 重案狙击      | 方静茹 | 特别出演 |
| 2014年   | 千门八将      | Angel  |          |
| 2014年   | 一次就爱对IV  | 彭晓玲 |          |
| 2015年   | 如何说再见    | Karena |          |
| 2015年   | 转捩点        | 王小茜 |          |
| 2016年   | 记忆中的菜单  | 陈家好 |          |
| 2016年   | 脉动人心      | 符晶薇 |          |
| 2020年   | 花式告白食分  | 姚敏   |          |

### 电视电影
| 首播   | 剧名                  | 角色  | 备注                                                   |
| 2013年 | 聚宝盆前传 Lucky Bowl | 金鼠  | 陈凯旋、张惠虹、王爱玲、蔡河立、秦雯彬、庄仲维、叶朝明 |
| 2014年 | 忆起回家 Spring Charm | Irene | 蔡河立、陈凯旋、张惠虹、李洺中、吳天瑜、王淑君、秦雯彬 |

### 电影
- 2012年 夏日乐悠悠
- 2014年 盂兰神功

## 主持
- 2012年 水舞全城第一季 Splash Fiesta Season 1
- 2013年 聆听世界 搭档 秦雯彬
- 2014年 聆听世界2 搭档 李洺中

## 奖項
- 2010年 Miss Astro Chinese International Peagent 2nd Runner Up 《Astro国际华裔小姐竞选2010》季军
- 2012年 Nu You Walk of Style Award- Stylish People
- 2012年 亚洲时尚盛典- 亚洲最具影响力模特
- 2017年 第4屆 金視獎最佳女主角